# 九龍巴士X42C線
九龍巴士X42C線是香港的一條新界市區巴士路線，為42C線的特別班次，來往青衣（長亨）及油塘，途經長安邨以外的青衣各條屋邨、包括42C線不經的長青邨（青康路）、美景花園及油塘，但不經大窩口及北葵涌。它是首條X字頭的全日巴士線。

## 歷史
- 2015年2月16日：投入服務，由長亨邨單向開往藍田站，途經長康邨而直達東九龍，祇於星期一至五（公眾假期除外）上午開出一班[2][3]。
- 2015年9月5日：增設到站時間預報。[4]
- 2018年1月8日：所有特別班次改由長亨開出，不再繞經長安巴士總站，並延長至油塘；由長亨開出時間為07:30、07:38及07:45，以配合X42P線開辦。[5]
- 2020年12月21日：擴展至星期一至五全日雙向服務，長亨開出時間為07:30至20:15，油塘開出時間為10:15至22:15。[6]
- 2021年6月21日：來回程增停聖安當女書院。[7]
- 2022年10月10日：提早長亨開出頭班車時間至07:15。[8]
- 2023年9月30日：增設星期六、日及公眾假期服務，服務時間如下：[9]
  - 長亨開出：09:15-17:45
  - 油塘開出：10:30-19:00
- 2024年12月23日：星期一至五往油塘方向提早頭班車時間至06:30。[10]

## 服務時間及班次
| 青衣（長亨）開       | 青衣（長亨）開      | 青衣（長亨）開      | 油塘開               | 油塘開       | 油塘開       |
| 日期                 | 服務時間            | 班次（分鐘）        | 日期                 | 服務時間     | 班次（分鐘） |
| -------------------- | ------------------- | ------------------- | -------------------- | ------------ | ------------ |
| 星期一至五           | 06:30-07:00         | 15                  | 星期一至五           | 10:00-17:00  | 30           |
| 星期一至五           | 07:00-07:42         | 6                   | 星期一至五           | 17:00-17:30  | 10           |
| 星期一至五           | 07:50、07:58        | 07:50、07:58        | 星期一至五           | 17:30-18:54  | 12           |
| 星期一至五           | 08:07、08:16、08:25 | 08:07、08:16、08:25 | 星期一至五           | 19:07、19:20 | 19:07、19:20 |
| 星期一至五           | 08:45-15:45         | 30                  | 星期一至五           | 19:45-22:15  | 30           |
| 星期一至五           | 16:10               |                     |                      |              |              |
| 星期一至五           | 16:30-17:30         | 20                  |                      |              |              |
| 星期一至五           | 17:30-18:45         | 25                  |                      |              |              |
| 星期一至五           | 18:45-20:15         | 30                  |                      |              |              |
| 星期六、日及公眾假期 | 09:15-17:45         | 30                  | 星期六、日及公眾假期 | 10:30-19:00  | 30           |

特別班次（長康邨康祥樓 → 油塘）
- 星期一至五：07:55

特別班次星期六、日及公眾假期不設服務

## 收費
全程：$11.6
- 畢架山花園往油塘：$7.1
- 過青衣大橋後往青衣（長亨邨）：$4.8

| - 本線設有12歲以下小童及65歲或以上長者半價優惠。 - 65歲或以上香港居民使用「樂悠咭」，以及12歲以下合資格殘疾兒童使用「殘疾人士身份」個人八達通繳付車資，均可享有每程$2.0或半價（以較低者為準）的票價優惠；12至64歲合資格殘疾人士使用「殘疾人士身份」個人八達通（包括「樂悠咭」），以及60至64歲香港居民使用「樂悠咭」繳付車資，均可享有每程$2.0或全費（以較低者為準）的票價優惠。 - 65歲或以上長者如使用長者或一般個人八達通繳付車資，則只可享有半價優惠；12至64歲合資格殘疾人士如不使用「殘疾人士身份」個人八達通，以及60至64歲人士如不使用「樂悠咭」繳付車資，必須繳付全費。 - 乘客可以現金或八達通於上車時付款，不設找續。 - 每位成人乘客可免費攜帶最多兩名4歲以下而不佔座位的兒童乘客乘車，超額之4歲以下小童必須繳付小童車費乘車。 - 持有「九巴月票」之乘客在車票有效期內，每日可享最多10程任何九龍巴士及龍運巴士路線（包括本路線，以及聯營路線的九龍巴士／龍運巴士提供的班次；惟乘搭機場「A」及「NA」線則可享原價二七折優惠（不會計算每天10次合資格車程））；而B1線則每日可享最多各2程（不會計算每天10次合資格車程）。 - 九龍巴士、城巴、龍運巴士及陽光巴士全職員工及家屬（不包括外判職員）可免費乘搭本路線，惟必須拍職員或職員家屬八達通。 - 乘客亦可透過多元化電子支付系統（e度嘟）繳付車資，包括使用非接觸式VISA卡、JCB卡、萬事達卡、銀聯卡、美國運通、大來國際、Discover Card、Apple Pay、Google Pay、Samsung Pay、AlipayHK「易乘碼」、支付寶、WeChatHK／微信支付「搭車碼」、銀聯雲閃付「乘車碼」及BOC Pay「乘車碼」。乘客使用此付款方式，使用此支付方式的乘客可享有中途下車之分段收費，以及與其他九巴／龍運獨營路線或聯營線九巴／龍運班次之轉乘優惠，惟不適用於與非九巴／龍運路線之轉乘優惠，亦不能享有「公共交通費用補貼計劃」及「長者及合資格殘疾人士公共交通票價優惠計劃」。 |

### 八達通轉乘優惠
乘客登上本線後150分鐘內以同一張八達通卡轉乘以下路線，或從以下路線登車後150分鐘內以同一張八達通卡轉乘本線，次程可獲車資折扣優惠：
X42C←→5R，次程可獲$2.0折扣優惠
- X42C任何方向 → 5R往啟德郵輪碼頭
- 5R往觀塘 → X42C任何方向

X42C←→33(B)，次程可獲$4.2折扣優惠
- X42C往油塘 → 33(B)往油塘
- 33(B)往油塘 → X42C往油塘
- X42C往長亨 → 33(B)往荃灣西站
- 33(B)往荃灣西站 → X42C往長亨

X42C←→98/98A/296A，次程可獲$4.2折扣優惠

## 使用車輛
現時42C及X42C合共獲派36輛巴士，包括1輛富豪B9TL 12米（AVBE）、1輛亞歷山大丹尼士Enviro 500 12米（ATEU）及34輛亞歷山大丹尼士Enviro 500 MMC（14輛12米ATENU、10輛12.8米3ATENU及10輛12.8米E6X）雙層空調巴士，由荔枝角車廠、青衣車廠及九龍灣車廠負責派車。本線亦曾為全港第三多掛牌車輛的路線。
| 車隊編號  | 車牌   |
| --------- | ------ |
| AVBE86    | NG2473 |
| ATEU12    | PG9874 |
| ATENU263  | SP6893 |
| ATENU354  | TB1819 |
| ATENU356  | TB2302 |
| ATENU358  | TB2492 |
| ATENU359  | TB8579 |
| ATENU369  | TC5842 |
| ATENU372  | TC6787 |
| ATENU374  | TC7077 |
| ATENU383  | TC8566 |
| ATENU387  | TC9729 |
| ATENU757  | TS6794 |
| 3ATENU46  | UB9252 |
| 3ATENU50  | UD1353 |
| 3ATENU59  | UD5851 |
| 3ATENU60  | UD5890 |
| 3ATENU152 | UE9558 |
| 3ATENU93  | UF1189 |
| 3ATENU97  | UF2654 |
| 3ATENU114 | UF7528 |
| 3ATENU125 | UF8201 |
| 3ATENU139 | UF7982 |
| ATENU1212 | UR7562 |
| ATENU1214 | UR9022 |
| ATENU1239 | UU5354 |
| E6X40     | WL9096 |
| E6X50     | WM3299 |
| E6X52     | WM5373 |
| E6X67     | WN2756 |
| E6X71     | WN3588 |
| E6X73     | WN4156 |
| E6X104    | WU4714 |
| E6X107    | WU6406 |
| E6X121    | WV4371 |
| E6X126    | WV8045 |

## 行車路線
青衣（長亨邨）開經：寮肚路、青衣西路、楓樹窩路、青衣鄉事會路、涌美路、青康路、青衣路、青衣大橋、葵青路、青葵公路、呈祥道、龍翔道、蒲崗村道、彩虹道、彩虹邨通道、太子道東、觀塘道、觀塘道下通道、觀塘道、鯉魚門道及高超道。
油塘開經：高超道、鯉魚門道、觀塘道、彩虹交匯處、龍翔道、呈祥道、青葵公路、葵青路、葵青橋、青衣路、青康路、涌美路、青衣鄉事會路、楓樹窩路、青衣西路及寮肚路。

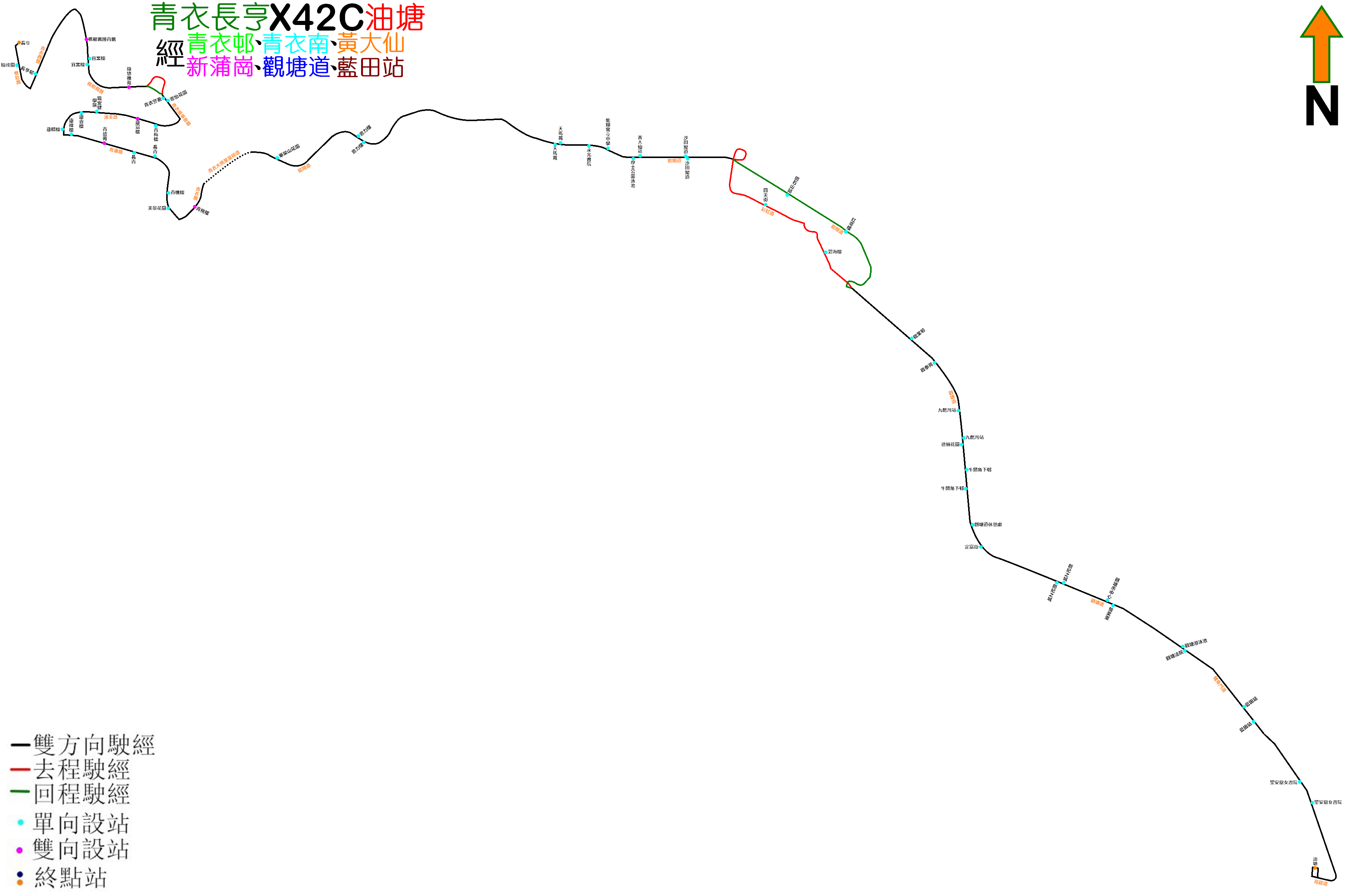
X42C線的走線圖

具體停站請參考資訊框

## 客量
X42C線不經大窩口及北葵涌，比42C線更快往返東九龍，加上途經42C不經美景花園及油塘，因此儘管車費較高，X42C線自開辦後仍深受乘客歡迎，在繁忙時間經常全車客滿。有區議員要求加強X42C線的班次，甚至長遠擴展至全日服務，或要求加設42A線及40線的八達通轉乘優惠。運輸署原本在2020至2021年度葵青區巴士路線計劃，建議X42C提升至全日服務，每20至30分鐘一班車，預計在2020年第三季實施。不過，雖然計劃最終於12月21日起實施，惟仍只於星期一至五提供服務，但亦因應需求改善班次。2022-2023年度巴士路線計劃建議X42C擴展至星期六及假日服務，並在2023年9月30日實施。
42C及X42C線是九巴在葵青區路線中，用車最多的路線之一，全線派車共37輛，比次席的58M多數輛。

## 外部連結
- 九巴X42C線－681巴士總站（页面存档备份，存于）
- 九巴42C、X42C、X42P線詳細時間表（页面存档备份，存于）